# Vin de Liège
L'entreprise Vin de Liège est une société coopérative à finalité sociale liégeoise viticole créée le 21 décembre 2010 visant à revitaliser la tradition viticole de la région. L'entreprise cultive des vignes sur environ 17 hectares en utilisant des pratiques viticoles durables et biologiques. En plus de son aspect viticole, le projet Vin de Liège a également un impact social en créant des emplois durables et en offrant des opportunités aux personnes en situation de précarité.

## Histoire
C'est en 2007 que germe l'idée de créer une activité viticole à caractère associatif ou coopératif sur Liège. À l'initiative de Fabrice Collignon, La Bourrache asbl réalise une étude de faisabilité d'implantation d'un vignoble sur le territoire liégeois. Cette étude effectuée entre 2008 et 2009 a pu être menée grâce à un subventionnement par l'État fédéral et la Région wallonne. Le projet se concrétise sous la forme d'une coopérative créée en décembre 2010 et disposant d'un capital de 85 000 euros. La production envisagée d'un « vin de Liège » pour 2015 est évaluée à un volume de 80 000 bouteilles. Le vin est prévu pour être produit depuis les coteaux de la Citadelle et les premières vendanges sont programmées pour 2014. 
Grâce à l'engagement de Romain Bévillard, jeune viticulteur et œnologue le projet se concrétise et un premier vignoble expérimental composé de 600 pieds de vigne est implanté dans le quartier de Naimette-Xhovémont par les premiers coopérateurs le 25 avril 2011. Ce vignoble est destiné à tester les nouveaux cépages dits « interspécifiques ». Alec Bol, déjà impliqué via La Bourrache asbl dont il est le responsable financier, rejoint l'équipe en tant qu'administrateur délégué en juin 2011. 
La coopérative attire petit à petit de nouveaux coopérateurs afin de financer ses activités. L'assemblée générale du 4 octobre 2011 décide officiellement de lancer les activités et d'autoriser les premières grandes dépenses.
Un premier ouvrier agricole, Jérome Ernst est engagé en 2012 et la plantation des premiers vignobles de taille importante a lieu en mars 2012 à Ében-Émael (commune de Bassenge) sur 2 ha et à Heure-le-Romain (commune d'Oupeye) pour 3,5 ha. Les premières vendanges sont organisées en 2013 dans un chai provisoire. Les vins issus de cette vendange porteront les noms de essais N° 1 à N° 3.
La réflexion sur la construction d'un chai a été entamée en 2013 pour aboutir à son inauguration lors du weekend portes ouverte les 23 et 24 mai 2014.
Le 1er mars 2015, elle reçoit le prix du « Liégeois de l'année » décerné par un panel de journalistes ,.

## Fonctionnement
Vin de Liège fonctionne selon le modèle coopératif et permet à ses coopérateurs ou à toute personne intéressée de participer aux activités de l'entreprise ,.
Outre son objet social principal qui est de produire du vin ou tout sous produit de la vigne et d'en assurer la distribution, la coopérative comporte les finalités sociales suivantes :
- de réaliser ses activités en maximisant les bénéfices environnementaux et sociaux ;
- de promouvoir la production de vin de Belgique et l'agriculture de qualité et respectueuse de l'environnement et l'agri-tourisme ;
- de former et insérer des personnes dans la société ;
- de promouvoir l'économie sociale et les initiatives visant à proposer d'autres modèles économiques ou financiers basés sur les piliers du développement durable.

## Vignoble
Les vignes sont situées à Heure-le-Romain et Ében-Émael, dans les communes de Bassenge et Oupeye .
Les cépages sélectionnés tels que le Johanniter, Solaris, Cabernet cortis, Pinotin sont issus de variété hybrides développées par l'institut Staatliches Weinbauinstitut Freiburg en Allemagne. Ils assurent une maturité précoce et une résistance aux maladies qui permettent à ce domaine viticole d'élaborer ses vins selon le cahier des charges de l'agriculture biologique.

### Parcelles
Le domaine s'étend sur plus de 17 hectares de vignes réparties dans différentes parcelles. Chaque parcelle a ses caractéristiques spécifiques en termes de cépages cultivés, de type de sol et d'exposition au soleil. Vin de Liège a également un projet d'implantation d'un vignoble d'un hectare sur les Coteaux de la Citadelle à Liège. 
1. Parcelle "Paradis des Chevaux" (2,6 hectares à Bassenge) : Cette parcelle est plantée avec les cépages Cabernet Cortis et Pinotin. Le sol est composé de limons et de sables reposant sur un sous-sol calcaire du crétacé.
2. Parcelle "Fragnay" (3,6 hectares à Oupeye) : Les cépages Johanniter et Solaris sont cultivés dans cette parcelle. Le sol est sablo-limoneux et l'exposition est à l'est.
3. Parcelle "La Carrière" (3,4 hectares à Heure-le-Romain) : Cette parcelle abrite les cépages Muscaris, Souvignier gris et Pinotin. Le sol est sablo-limoneux et l'exposition est au sud-est.
4. Parcelle "Grand Aaz" (2 hectares à Heure-le-Romain) : Les cépages Muscaris, Souvignier gris et Johanniter sont cultivés dans cette parcelle. Le sol est sablo-limoneux avec une forte présence de cailloux, et l'exposition est au sud-est.
5. Parcelle "Séminaire" (2 hectares à Oupeye) : Les cépages Cabernet Cortis et Pinotin sont cultivés dans cette parcelle. Le sol est sablo-limoneux avec une forte présence de cailloux, un bon drainage et une bonne ventilation. L'exposition est plein sud.
6. Parcelle "Couvent" (3 hectares à Bassenge) : Les cépages Johanniter et Souvignier gris sont cultivés dans cette parcelle.

Chaque parcelle possède des caractéristiques uniques en termes de cépages cultivés, de sols et d'exposition au soleil. Ces différences contribuent à la diversité et à la complexité des vins produits par Vin de Liège.

### Encépagement
- Cabernet cortis : 2 hectares
- Johanniter :  3,5 hectares
- Muscaris :  2 hectares
- Pinotin :  2 hectares
- Solaris : 1 hectare
- Souvignier gris :  2 hectares

## Production
Les cuvées élaborées sont principalement constituées de vins tranquilles blanc et d'un mousseux élevé selon la méthode traditionnelle . 

### Blanc
- Orchis
- Contrepoint
- Ô de Craie
- Notes Blanches
- Les Éolides
- A Capella
- Narcisse

### Rosé
- Les Agapes
- Alibi

### Rouge
- L'Eben
- Odyssée
- Apriori

### Effervescent
- L'Insoumise
- L'Insoumise Réserve
- Abrupte
- Meuzenne